# 廖仁翥
廖仁翥（？—？），中國清朝官員，江西崇義縣人。監生出身。
曾任詔安知縣。道光二年（1822年）接替龐周擔任台灣府嘉義縣知縣。次年離任。